# Incendie de Falmouth
Guerre d'indépendance des États-Unis
Batailles
Campagne de Boston :
- Powder Alarm
- Suffolk Resolves
- Lexington et Concord
- Boston
- Thompson's War (en)
- Menotomy (en)
- Fairhaven
- Chelsea Creek
- Machias
- Bunker Hill
- Gloucester
- St. John (en)
- Falmouth
- Charlottetown (en)
- Expédition Knox
- Dorchester Heights

L'incendie de Falmouth, le 18 octobre 1775, est une attaque d'une flotte de navires de la Royal Navy sur la ville de Falmouth au Massachusetts (site de la ville moderne de Portland dans le Maine). La flotte est commandée par le capitaine Henry Mowat (en).
L'attaque commence par un bombardement de la marine, dont un tir incendiaire, suivi du débarquement d'une équipe destinée à achever la destruction de la ville. Cette attaque est le seul événement majeur de ce qui est supposé être une campagne de représailles contre les ports soutenant les activités des Patriotes au début de la guerre d'indépendance des États-Unis.